# Impronta digitale (chimica)
In chimica, in particolar modo in spettroscopia e spettrometria di massa, si definisce impronta digitale uno spettro caratteristico di un determinato composto o miscela che possa servire a identificarlo in modo univoco.
La ricerca dell'impronta digitale è un metodo veloce e potente di analisi qualitativa.
Le librerie spettrali sono collezioni di spettri che servono a questo scopo, per confrontare, con l'aiuto di opportuni programmi, questi spettri con quello del mio campione.
In uno spettro si cercano i segnali principali tipici di quel composto o di quella miscela che appunto costituiscono la sua impronta digitale.

## Altri usi
Si parla di impronta digitale anche nel caso di:
- rapporti isotopici caratteristici, tali da poter rivelare la provenienza di un materiale naturale: impronta digitale isotopica (isotopic fingerprint)
- metodo di identificazione delle proteine tramite frammentazione in peptidi impronta digitale proteica (protein fingerprint)